# イリュリア (小惑星)
イリュリア (1160 Illyria) は小惑星帯に位置する小惑星。ハイデルベルクでドイツの天文学者カール・ラインムートが発見した。
古代ギリシア・ローマ時代にバルカン半島の西部に存在したイリュリア王国に因んで命名された。